# Vasco Fernandes Coutinho
Vasco Fernandes Coutinho (Portugal, 1490 - 1560), était un noble portugais et le premier donataire de la capitainerie d'Espírito Santo au Brésil.
Il reçut le titre de noble (fidalgo) avec droit à armoiries pour s'être distingué dans les conquêtes portugaises en Afrique et en Asie.
Le roi Jean III de Portugal le récompensa avec la onzième des quinze capitaineries héréditaires du Brésil.
Il partit de Lisbonne dans une embarcation avec près de soixante hommes à bord, pour la plupart des condamnés, dont deux nobles : Jorge de Menezes et Simão Castelo Branco. Il combattit les indigènes dont il occupa les terres et fonda les "vilas" d'Espírito Santo et de Notre-Dame de la Victoire. Il développa l'agriculture de la canne à sucre et monta des fabriques de sucre.
Quelques années plus tard, pratiquement seul, il retourna au Portugal à la recherche d'un associé disposé à collaborer avec lui au projet de conquête du sol de l'Amérique.
Il renonça au projet à cause des conflits entre les colons et entre ceux-ci et les indigènes.
Il fut le grand-père du bandeirante Fradique Coutinho (pt).